# Louis Leon Thurstone
Louis Leon Thurstone  (Chicago (Illinois), 29 mei 1887 - Chapel Hill (North Carolina), 29 september 1955) was een Amerikaans psycholoog die een belangrijke rol vervulde op het gebied van de psychometrie, psychofysica en onderzoek naar menselijke intelligentie. 

## Intelligentieonderzoek
Thurstone maakte gebruikt van de techniek van  factoranalyse waarmee hij een aantal fundamentele factoren of vermogens  van intelligentie onderscheidde, die hij aanduidde als Primary Mental Abilities (PMA’s). De zeven mentale vermogens uit Thurstone’s model waren: verbaal inzicht (verbal comprehension), woordenrijkdom (word fluency),  rekenkundig inzicht (number facility), visueel-ruimtelijk inzicht (spatial visualization), associatief geheugen (associative memory),  waarnemingssnelheid (perceptual speed) en logisch redeneren (reasoning). Hoewel Thurstone aanvankelijk het bestaan van  algemene intelligentie (zoals Spearmans factor g) ontkende, heeft hij in later onderzoek een compromis gevonden. Dit hield in dat er naast een algemene vorm van intelligentie,  7 specifieke subvormen werden onderscheiden. Een aantal van deze subvormen vinden we terug als subtests in sommige intelligentietests, zoals de WAIS (Wechlser Adult Intelligence Scale).

## Attitudeschaal onderzoek
Thurstone was ook de bedenker van de zogenaamde ‘wet van paarsgewijze vergelijking’ (law of comparative judgment). Deze wet vormde de grondslag van een techniek die het mogelijk maakte menselijk attituden (zoals iemands opvatting over religie) op een intervalschaal in de vorm van een getal of schaalwaarde vast te leggen. De techniek komt hier op neer dat men  personen vraagt een aantal stimuli (bijvoorbeeld uitspraken) steeds in allerlei mogelijke  paren te vergelijken m.b.t  de sterkte of grootte van een bepaalde eigenschap of attribuut.  Aan deze stimuli konden vervolgens via een bepaalde statistische bewerking kwantitatieve waarden worden toegekend op een meetschaal (ook wel Thurstone schaal genoemd).  De wet van paarsgewijze vergelijking  vertoonde een grote  overeenkomst met het model van Rasch, een  ander bekend model uit de psychometrie.